# Mesotritia
Mesotritia är ett släkte av kvalster. Mesotritia ingår i familjen Oribotritiidae.

## Dottertaxa tillMesotritia, i alfabetisk ordning[1]
- Mesotritia amazonensis
- Mesotritia asensillata
- Mesotritia atractos
- Mesotritia australis
- Mesotritia biramula
- Mesotritia brasiliensis
- Mesotritia breviseta
- Mesotritia clara
- Mesotritia curviseta
- Mesotritia dissimilis
- Mesotritia elegantula
- Mesotritia exobothridialis
- Mesotritia faeroensis
- Mesotritia flagelliformis
- Mesotritia glabra
- Mesotritia glabrata
- Mesotritia grandjeani
- Mesotritia indica
- Mesotritia jacoti
- Mesotritia maerkeli
- Mesotritia minima
- Mesotritia multisetosa
- Mesotritia nitida
- Mesotritia nova
- Mesotritia nuda
- Mesotritia okuyamai
- Mesotritia procera
- Mesotritia recursa
- Mesotritia ruwenzorii
- Mesotritia semota
- Mesotritia similis
- Mesotritia virginiensis